# Oligaphorura
Genre
Oligaphorura est un genre de collemboles de la famille des Onychiuridae.

## Distribution
Les espèces de ce genre se rencontrent en zone holarctique.

## Liste des espèces
Selon Checklist of the Collembola of the World (version du 26 septembre 2019) :
- Oligaphorura aborigensis (Fjellberg, 1987)
- Oligaphorura absoloni (Börner, 1901)
- Oligaphorura alavensis (Simón-Benito & Luciáñez, 1994)
- Oligaphorura alna (Fjellberg, 1987)
- Oligaphorura ambigua Babenko & Fjellberg, 2015
- Oligaphorura caucasica (Weiner & Kaprus, 2014)
- Oligaphorura changbaiensis (Sun & Wu, 2012)
- Oligaphorura chankaensis Sun & Wu, 2012
- Oligaphorura chatyrdagi (Kaprus, Weiner & Pomorski, 2002)
- Oligaphorura daii (Pomorski, Skarzynski & Kaprus, 1998)
- Oligaphorura differens (Bagnall, 1949)
- Oligaphorura duocellata Babenko & Fjellberg, 2015
- Oligaphorura eremia (Kaprus, Weiner & Pomorski, 2002)
- Oligaphorura gamae (Busmachiu & Weiner, 2013)
- Oligaphorura gela (Christiansen & Bellinger, 1980)
- Oligaphorura groenlandica (Tullberg, 1877)
- Oligaphorura hackeri (Christian, 1986)
- Oligaphorura humicola Shvejonkova & Potapov, 2011
- Oligaphorura interrupta (Fjellberg, 1987)
- Oligaphorura inya (Weiner & Kaprus, 2014)
- Oligaphorura irinae (Thibaud & Taraschuk, 1997)
- Oligaphorura jingyueensis (Sun & Wu, 2012)
- Oligaphorura judithae (Weiner, 1994)
- Oligaphorura judithnajtae Weiner & Pasnik, 2017
- Oligaphorura koreana (Weiner, 1994)
- Oligaphorura kremenitsai Shvejonkova & Potapov, 2011
- Oligaphorura kurtshevae Martynova, 1981
- Oligaphorura linderae (Weiner, 1994)
- Oligaphorura marcuzzii (Cassagnau, 1968)
- Oligaphorura melittae (Christian, 1993)
- Oligaphorura montana Weiner, 1994
- Oligaphorura multiperforata (Gruia, 1973)
- Oligaphorura nataliae (Fjellberg, 1987)
- Oligaphorura nuda (Fjellberg, 1987)
- Oligaphorura olenae (Weiner & Kaprus, 2014)
- Oligaphorura palissai (Yosii, 1971)
- Oligaphorura pieninensis (Weiner, 1988)
- Oligaphorura pingicola (Fjellberg, 1987)
- Oligaphorura pseudoinya (Weiner & Kaprus, 2014)
- Oligaphorura pseudomontana Sun & Wu, 2012
- Oligaphorura pseudoraxensis (Nosek & Christian, 1983)
- Oligaphorura quadrituberculata (Börner, 1901)
- Oligaphorura raxensis (Gisin, 1961)
- Oligaphorura reversa (Fjellberg, 1987)
- Oligaphorura sabulosa Babenko, 2007
- Oligaphorura sanjiangensis (Sun & Wu, 2012)
- Oligaphorura schoetti (Lie-Pettersen, 1896)
- Oligaphorura serratotuberculata (Stach, 1933)
- Oligaphorura sibirica (Weiner & Kaprus, 2014)
- Oligaphorura sophyae (Weiner & Kaprus, 2014)
- Oligaphorura steposa (Kaprus, Weiner & Pomorski, 2002)
- Oligaphorura stojkoae (Shvejonkova & Potapov, 2011)
- Oligaphorura tottabetsuensis (Yosii, 1972)
- Oligaphorura tuvinica Potapov & Stebaeva, 1997
- Oligaphorura uralica (Khanislamova, 1986)
- Oligaphorura ursi Fjellberg, 1984

## Publication originale
- Bagnall, 1949 : Contributions toward a knowledge of the Isotomidae (Collembola). I-XV. Annals & Magazine of Natural History Series, vol. 12, no 1, p. 529-541.